# Inđija
Inđija (v srbské cyrilici Инђија, maďarsky Ingyija/India) je město v jižní části srbské Vojvodiny poblíž Bělehradu. Patří k menším městům; v roce 2011 měla 26 025 obyvatel. Administrativně je součástí Sremského okruhu. Nachází se nedaleko dálnice, spojující města Novi Sad a Bělehrad. Okolí města je hustě osídleno.
Inđija je obklopena zemědělsky intenzivně obdělávanou krajinou. Ve blízkosti města se nachází velká nákupní zóna, kterou navštěvují především obyvatelé obou největších srbských měst. Obcí protéká tzv. Inđijski kanal, který teče od severu na jih. 

## Historie
První písemná zmínka o tomto sídle pochází z roku 1455, kdy bylo uvedeno jako majetek šlechtického rodu Sulyovců. Tehdy se území dnešního Sremu, resp. Vojvodiny nacházelo na území Uher. Později se stalo součástí Osmanské říše. Středověké sídlo se nenacházelo přímo v lokalitě současného středu města, ale severněji od něj. V tureckých záznamech existují zmínky kontinuálního osídlení Inđije od 16. do 18. století. Bylo tehdy součástí sremského sandžaku. V roce 1746 zde bylo sečteno 60 domácností, roku 1791 zde již žilo cca tisíc lidí v 122 domácnostech. Místní obyvatelstvo bylo o slovanský prvek obohaceno především po tzv. Stěhování Srbů. V této době se zde začali usazovat v rámci kolonizace dolních Uher také i příslušníci dalších národností, např. Němci (tzv. Dunajští Švábové, Maďaři, ale i Češi).

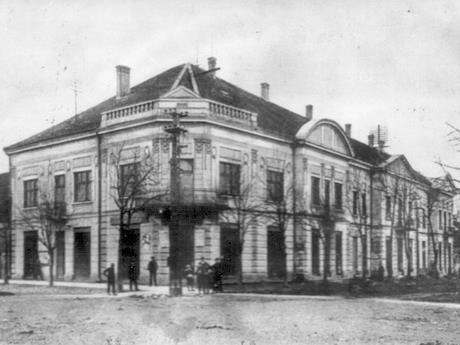
Bývalá budova radnice na historické fotografii.

V roce 1850 byl do města zaveden telegram. Dále v polovině století devatenáctého zde odstartoval drobný průmyslový rozvoj. Postaven byl parní mlýn, který dokázal denně naložit deset povozů s moukou. Následně byla založena cihelna a později nábytkárna, továrna na výrobu kožešin a roku 1912 i lihovar. Městu hodně prospěla výstavba železnice, díky níž bylo přímo napojeno na větší města, jakými byly Novi Sad (Újvidék) nebo Subotica (Szabadka). Roku 1897 byla otevřena střední škola a první banka, v roce 1911 i místní elektrárna.
V roce 1939 byla přes město vybudována první moderní silnice.
Mezi dvěma světovými válkami byla Inđija jedním z nejrozvinutějších měst na území dnešní Vojvodiny. Vzhledem k početné německé menšině byla i kulturním centrem podunajských Němců v regionu Sremu. Němci byli vyhnáni na závěr druhé světové války. Po skončení konfliktu bylo město dosídleno lidmi z celé tehdejší Jugoslávie.
V rámci industrializace a modernizace celé Jugoslávie zde byly zbudovány početné továrny, rozvinuta byla výroba textilu, potravinářských výrobků, stavebního materiálu, zpracování kovů apod. Dařilo se i malým a středním podnikům.
Na přelomu 2. a 3. dekády 21. století byla v Inđiji uskutečněna rekonstrukce železniční trati Bělehrad–Subotica, a to do podoby vysokorychlostní trati. Obec tím získala modernizované nádraží. Odstraněna byla úrovňová křížená, která nahradily mosty nebo podjezdy. 

## Obyvatelstvo
Podle sčítání lidu z roku 2011 byla celková situace města Inđija podle národnosti následující: 86,1 % obyvatel tvořili Srbové, dále potom 3,3 % Chorvati a 1,7 % Maďaři. Romská populace se oproti roku 2002 mírně zvýšila (0,9 % proti 0,5 %). Národnostní složení kopíruje do jisté míry i náboženské, kdy se 86 % obyvatel hlásí k Srbské pravoslavné církvi, 6,28 % obyvatel potom k Římskokatolické církvi.

## Kultura a kulturní památky
Ve městě se nachází kulturní centrum.
Dochován je zde zámek rodu Pejačevićů (srbsky Dvorac grofa Pejačevića) a jejich letní sídlo. Dále se zde nachází zámek rodu Grabačkovi. 
Místní katolický kostel je zasvěcen sv. Petrovi. Kostel přesvaté Bohorodice je srbský pravoslavný a byl postaven v letech 1754 až 1755. Dva uvedené jsou považovány za kulturní památky velkého[zdroj?] významu. Doplňuje je potom nový Kostel císaře Konstantina a císařovny Jeleny, který byl postaven v srbsko-byzantském stylu.
Na západním okraji města je umístěna rekonstruovaná[zdroj?] keltská vesnice.

## Ekonomika

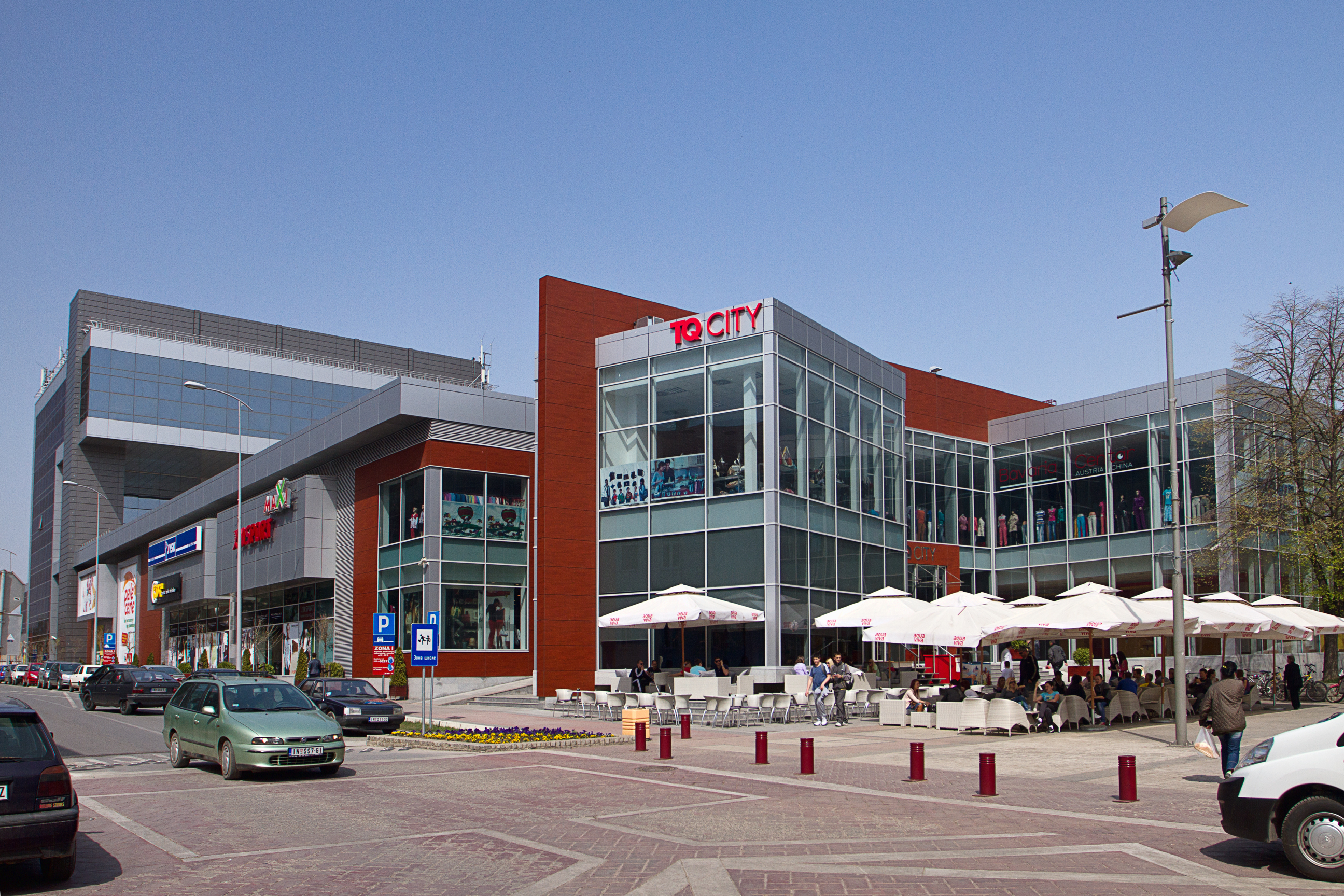
Obchodní centrum v Inđiji.

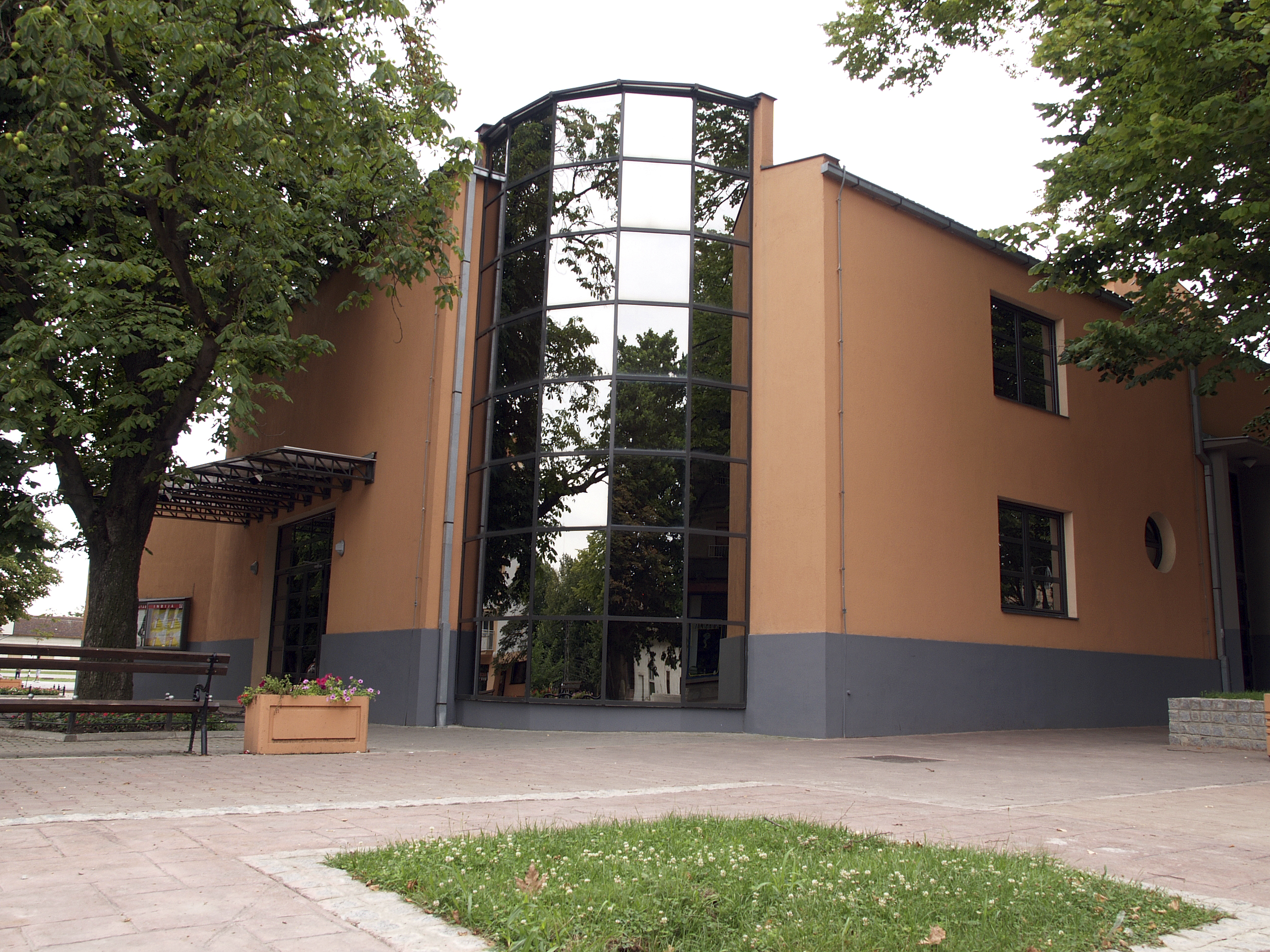
Budova kulturního centra.

Místní hospodářství se soustředí hlavně na zemědělství (vzhledem k vysoké úrodnosti sremské rovinaté krajiny). Kromě toho je zde zastoupen i gumárenský průmysl a zpracování kovů. Jistý rozvoj průmyslu umožnilo především napojení na hlavní železniční tahy v Srbsku i v bývalé Jugoslávii. Obec patří k velkým příjemcům zahraničních investic, své penize zde vložily např. firmy Grundfos, Thyssenkrupp, Henkel, Metal Cinkara, Embassy group, Gas Teh, Fashion Park Outlet Centar, Monbat, Energozelena, IGB, Indofud nebo Plamen. Průmyslová zóna stojí východně od místního nádraží, přiléhá k městu a orientována je k dálnici A1. Druhá zóna se nachází na samotném jižním okraji města Inđija, podél staré silnice z Nového Sadu do Bělehradu. 
V roce 2012 oznámilo srbské politické vedení záměr vybudovat počítačové centrum v Inđiji, které by bylo tahounem rozvoje moderních technologií v zemi.

## Doprava
Jižně od města je vedena železniční trať Bělehrad–Záhřeb, která má v blízkosti města svoji zastávku. Východně od centra potom prochází i trať do Maďarska (která byla v druhé dekádě 21. století předmětem modernizace na vysokorychlostní trať).
Dálnice A1 z Nového Sadu do Bělehradu je vedena východně od města.

## Sport
Na západním okraji města Inđija se nachází krytá sportovní hala. Místní fotbalový tým nese název FK Inđija.

## Zdravotnictví
V Inđiji se nachází poliklinika (srbsky Dom zdravlja).

## Známé osobnosti
- Oskar Sommerfeld (1885–1973), malíř
- Oskar Feldtänzer (1922–2009), rakouský historik
- Zoran Janković (* 1974), fotbalista a trenér
- Miroslav Raduljica (* 1988), basketbalista
- Nemanja Ilić (* 1992), fotbalista
- Bojan Kovačević, karikaturista